# Championnat d'Autriche de football 1988-1989
Navigation
Saison précédente Saison suivante
La saison 1988-1989 du Championnat d'Autriche de football était la 78e édition du championnat de première division en Autriche. La Bundesliga regroupe les 12 meilleurs clubs du pays au sein d'une poule unique où ils s'affrontent deux fois au cours de la saison, à domicile et à l'extérieur. À la fin de cette première phase, les 8 premiers jouent la poule pour le titre tandis que les 4 derniers rejoignent les 4 premiers de Nationalliga, la deuxième division autrichienne, pour attribuer les 4 dernières places pour la prochaine saison de Bundesliga.
C'est le club du FC Swarovski Tirol qui remporte le championnat en terminant en tête du classement final, avec 6 points d'avance sur le FC Admira Wacker et 8 sur le FK Austria Vienne. C'est le tout premier titre de champion d'Autriche de l'histoire du club, qui réussit même le doublé en battant l'Admira Wacker en finale de la Coupe d'Autriche. Le tenant du titre, le SK Rapid Vienne, termine à la 4e place, à 10 points du FC Tirol.

## Les 12 clubs participants
| - SK Rapid Vienne - Grazer AK - Linzer ASK - Wiener Sport-Club - FC Swarovski Tirol - SK Austria Klagenfurt | - SKNV St. Pölten - Promu de Nationalliga - SK Vorwärts Steyr - Promu de Nationalliga - FC Admira Wacker - FK Austria Vienne - SK Sturm Graz - First Vienna FC |

## Compétition

### Première phase
Le barème utilisé pour établir le classement est le suivant :
- Victoire : 2 points
- Match nul : 1 point
- Défaite : 0 point

| Rang | Équipe                | Pts | J  | G  | N  | P  | Bp | Bc | Diff |
| ---- | --------------------- | --- | -- | -- | -- | -- | -- | -- | ---- |
| 1    | FC Swarovski Tirol    | 33  | 22 | 15 | 3  | 4  | 50 | 25 | +25  |
| 2    | FC Admira Wacker      | 31  | 22 | 13 | 5  | 4  | 45 | 27 | +18  |
| 3    | FK Austria Vienne     | 30  | 22 | 12 | 6  | 4  | 54 | 26 | +28  |
| 4    | SKNV St. Pölten P     | 25  | 22 | 10 | 5  | 7  | 34 | 34 | 0    |
| 5    | SK Rapid Vienne T     | 24  | 22 | 10 | 4  | 8  | 35 | 26 | +9   |
| 6    | First Vienna FC       | 22  | 22 | 6  | 10 | 6  | 31 | 34 | -3   |
| 7    | Grazer AK             | 22  | 22 | 7  | 8  | 7  | 27 | 37 | -10  |
| 8    | Wiener Sport-Club     | 20  | 22 | 8  | 4  | 10 | 40 | 43 | -3   |
| 9    | SK Vorwärts Steyr P   | 18  | 22 | 5  | 8  | 9  | 21 | 31 | -10  |
| 10   | SK Austria Klagenfurt | 16  | 22 | 5  | 6  | 11 | 29 | 47 | -18  |
| 11   | SK Sturm Graz         | 12  | 22 | 3  | 6  | 13 | 21 | 35 | -14  |
| 12   | Linzer ASK            | 11  | 22 | 3  | 5  | 14 | 21 | 43 | -22  |

|  | Participation à la poule pour le titre           |
|  | Participation à la poule de promotion-relégation |
|  | T Tenant du titre P Promu de Nationalliga        |

### Seconde phase

#### Poule pour le titre
Les 8 premiers démarrent la seconde phase avec la moitié des points acquis lors de la première phase.
| Rang | Équipe               | Pts | J  | G  | N  | P  | Bp | Bc | Diff |
| ---- | -------------------- | --- | -- | -- | -- | -- | -- | -- | ---- |
| 1    | FC Swarovski Tirol C | 39  | 36 | 24 | 7  | 5  | 78 | 38 | +40  |
| 2    | FC Admira Wacker     | 33  | 36 | 20 | 8  | 8  | 78 | 52 | +26  |
| 3    | FK Austria Vienne    | 31  | 36 | 18 | 10 | 8  | 76 | 44 | +32  |
| 4    | SK Rapid Vienne T    | 29  | 36 | 17 | 7  | 12 | 67 | 40 | +27  |
| 5    | First Vienna FC      | 26  | 36 | 12 | 13 | 11 | 59 | 59 | 0    |
| 6    | Wiener Sport-Club    | 22  | 36 | 13 | 6  | 17 | 60 | 70 | -10  |
| 7    | Grazer AK            | 20  | 36 | 11 | 9  | 16 | 37 | 64 | -27  |
| 8    | SKNV St. Pölten P    | 17  | 36 | 10 | 9  | 17 | 44 | 68 | -24  |

|  | Qualification pour la Coupe des clubs champions 1989-1990                    |
|  | Qualification pour la Coupe des Coupes 1989-1990                             |
|  | Qualification pour la Coupe UEFA 1989-1990                                   |
|  | T Tenant du titre C Vainqueur de la Coupe d'Autriche P Promu de Nationalliga |

#### Poule de promotion-relégation
Les 4 derniers de la première phase rejoignent les 4 premiers de saison régulière de Nationalliga. Les 4 premiers de cette poule se maintiennent ou accèdent à la Bundesliga.
| Rang | Équipe                     | Pts | J  | G | N | P  | Bp | Bc | Diff |
| ---- | -------------------------- | --- | -- | - | - | -- | -- | -- | ---- |
| 1    | SK Sturm Graz              | 21  | 14 | 9 | 3 | 2  | 32 | 13 | +19  |
| 2    | SK Vorwärts Steyr P        | 19  | 14 | 7 | 5 | 2  | 26 | 17 | +9   |
| 3    | SV Austria Salzbourg (D2)  | 17  | 14 | 8 | 1 | 5  | 18 | 20 | -2   |
| 4    | Kremser SC (D2)            | 16  | 14 | 7 | 2 | 5  | 24 | 17 | +7   |
| 5    | Linzer ASK                 | 14  | 14 | 6 | 2 | 6  | 22 | 20 | +2   |
| 6    | SK Austria Klagenfurt      | 13  | 14 | 5 | 3 | 6  | 21 | 24 | -3   |
| 7    | SV Flavia Solva Wagna (D2) | 9   | 14 | 3 | 3 | 8  | 9  | 25 | -16  |
| 8    | FC Kufstein (D2)           | 3   | 14 | 1 | 1 | 12 | 12 | 28 | -16  |

|  | Promotion en Bundesliga            |
|  | Relégation directe en Nationalliga |
|  | P Promu de Nationalliga            |

## Bilan de la saison
| Championnat d'Autriche de football 1988-1989 |                                |
| Champion                                     | FC Swarovski Tirol (1er titre) |
| Coupes et trophées                           |                                |
| Vainqueur de la Coupe d'Autriche 1988-1989   | FC Swarovski Tirol             |
| Qualifications continentales                 |                                |
| Coupe d'Europe des clubs champions 1989-1990 | FC Swarovski Tirol             |
| Coupe des Coupes 1989-1990                   | FC Admira Wacker               |
| Coupe UEFA 1989-1990                         | FK Austria Vienne              |
| Coupe UEFA 1989-1990                         | SK Rapid Vienne                |
| Coupe UEFA 1989-1990                         | First Vienna FC                |
| Promotions et relégations                    |                                |
| Promus en Bundesliga                         | SV Austria Salzbourg           |
| Promus en Bundesliga                         | Kremser SC                     |
| Relégués en Nationalliga                     | Linzer ASK                     |
| Relégués en Nationalliga                     | SK Austria Klagenfurt          |